# Ела Дворник
Ела Дворник (хрв. Ella Dvornik; Загреб, 23. децембар 1990.) је хрватска блогерка и бивша певачица/ријалити звезда. Позната је као ћерка фанк певача Дина Дворника.

## Биографија
Ела Дворник рођена је у Загребу 23. децембра 1990. године, као ћерка познатог хрватског фанк музичара Дина Дворника и Данијеле (рођене Куљиш). До краја 2012. године објавила је пет синглова, а на ЦД-у који је изашао у децембру 2012. налазе се још четири до сада необјављене песме. Највећу славу постигла је песма Хентаи (коју је направила у сарадњи са Марином Жунић) за свој провокативни спот, којим је Ела желела да освоји јапанско музичко тржиште. Како је рекла, видео је пародија на естраду. Ела се у Јапану представила као Ели Е, а за песму је написала рефрен на јапанском, који је учила у приватној школи.
Уз помало заборављену музичку каријеру са којом није постигла велики успех, Ела данас често путује и пише блог.
Данас живи на релацији Загреб-Лондон, а почетком 2016. верила се за Чарлса Пирса.